# Gunnar Bernstrup
Nils Gunnar Bernstrup, född 4 maj 1946, är en svensk skådespelare, komiker, programledare, musiker och författare.

## Biografi

### Tidningar och böcker
Bernstrup utbildades på Journalisthögskolan i Göteborg. Åren 1967–1969 var han som journalist knuten till Göteborgs-Tidningen och 1985–1989 kåserade han i Kvällsposten samt därefter i Arbetet fram till 1997. Han har arbetat som frilansande skribent sedan 1970. Bernstrup har utgett en 20-tal böcker, till exempel "Olles Sångbok", "Vattenhålet och andra berättelser", "Roy Rogers, Olsson och dom andra", Limhamn – förbluffande sanningar, Malmö- Ljuva -60-tal?, 40 lyckliga år (kontrafaktisk roman om ett Sverige bakom järnridån, skriven tillsammans med Jörgen Westerhov 2005) och berättelser i olika antologier. Bernstrup är även illustratör och tecknare. Romanberättelsen KullerbyttaBingBång gavs ut hösten 2010.

### Musik
Under 1960- och 1970-talet var han verksam som vissångare, solist och i grupper som The Chimneys och Visa med Skägg (LP-skivor "Ruben Nilssons testamente" och "Säg Nej Nu!"). Han var gitarrist i Werup-Sjöström gruppen (jazz & poesi) 1971 och skivdebuterade med MFF-valsen samma år. Han skrev musik för olika barnserier (i radio och på skiva) och TV-serierna "Uppåt Väggarna" under 1970- och 1980-talen. Han har turnerat i Sverige som underhållare och i England och Irland som folksångare. Bernstrup skrev, producerade och medverkade tillsammans med egna bandet Good Music Band på cd:n I don’t care 1999. Musiken presenterades i Australien 2000 och även i USA året efter då han tillsammans med accordeonisten Lars Holm och amerikanska musiker framträdde i Georgia, Florida och Nashville, Tennessee.

### Radio och TV
Bernstrup var aktiv lundaspexare och verksam vid Sveriges Radio i Malmö. Han inledde sin radiokarriär med Scoop 1971. Han började samarbeta med Stellan Sundahl 1972. Han gjorde barnprogram för SR. Bernstrup slog tillsammans med Stellan Sundahl igenom som komiker med i radioprogrammet Byteskomik 1976–1983. Bernstrup och Sundahl samarbetade i många produktioner, bland annat Uppåt väggarna och deras sista serie ihop blev Birger Ballongen Bengtssons Bravader 1983–1984. Bernstrup skrev – manus och musik – samt tecknade kalendern och medverkade i SR:s julkalender 1981 Jakten på julen. Han spelade, tillsammans med Lars Holm, in radioserien Olles Sångbok för SR, serien presenterades sedan även i TV och gavs ut i bokform med samma namn på Legenda förlag samt på två LP-skivor (Sonet).
Bernstrup fortsatte därefter göra visprogram för SR och var riksrondsredaktör fram till 1989. Bernstrup har varit programledare för program i Sveriges Television och TV4. Han höll i, och producerade, musikunderhållningskvällarna Sjung Ut! på Pildammsteatern i Malmö 1989–1993. Han producerade, skrev (tillsammans med Jörgen Westerhov) och medverkade i farserna En franska på Sofielund och Gerda från Blentarp 1997–1998, också på Pildammsteatern. Han framträder med musikprogram tillsammans med Lars Holm, håller föredrag kring sina böcker på bibliotek och arbetar som programledare och moderator.
Han har även medverkat i program som Supersvararna, Prat i kvadrat, med Carl Anton i Vita Bergen och På spåret.

### Fotboll
Bernstrup spelade fotboll i diverse lag under 1960–1990-talen, bland annat för BK Star, Evesham United och Limhamns IF. Han var medlem och Stor Grabb i TV-laget 1983–2004 samt medlem i MFF:s Guldlag.